# District de Karamay
Cette page contient des caractères spéciaux ou non latins. S’ils s’affichent mal (▯, ?, etc.), consultez la page d’aide Unicode.
Le district de Karamay (克拉玛依区 ; pinyin : Kèlāmǎyī Qū ; ouïghour : قاراماي رايونى / Karamay Rayoni) est une subdivision administrative de la région autonome du Xinjiang en Chine. Il est placé sous la juridiction de la ville-préfecture de Karamay.